# Osvaldo Ricardo Orcasitas
Osvaldo Ricardo Orcasitas alias O.R.O., fue un periodista argentino (Mercedes (Corrientes), Argentina 12 de agosto de 1943 - Capital Federal, Argentina 19 de febrero de 2015) destacado por su actuación profesional en la revista El Gráfico de Buenos Aires. Fomentó la creación de la Liga Nacional de Básquetbol de Argentina desde esta revista y fue uno de sus grandes defensores con el paso de los años.

## Pasión por el basketball
Fue un apasionado del baloncesto y contó en primera persona los logros de la llamada «Generación dorada de la selección argentina» en la primera década del siglo XXI.

## Reconocimientos
O.R.O. es considerado por El Gráfico como una de sus grandes plumas. Orcasitas ocupa un lugar en la parte histórica de la web de la revista. Su reportaje sobre la final de los Juegos Olímpicos Múnich 1972 entre Estados Unidos y la Unión Soviética es considerado uno de los mejores en la historia de la publicación, creada en 1919.